# ان‌جی‌سی ۶۱۱۸
ان‌جی‌سی ۶۱۱۸ (انگلیسی: NGC 6118) نام یک کهکشان در صورت فلکی مار است.